# Миненков, Михаил Анатольевич
Михаи́л Анато́льевич Миненко́в (род. 25 июля 1977, Алейск, Алтайский край, РСФСР, СССР) — российский политический деятель. Глава города Невинномысска с 16 ноября 2016 года. Герой Российской Федерации (2000). 
Глава города Михайловска (20 июня 2014 — 20 октября 2016). Депутат Ставропольской городской думы (14 апреля 2004 — 7 апреля 2014).

## Биография
Михаил Анатольевич Миненков родился 25 июля 1977 года в городе Алейске Алтайского края. По образованию Михаил Миненков — юрист.
Отец Анатолий Михайлович Миненков — офицер, всю жизнь служил в ракетных войсках, мама — Любовь Павловна Миненкова — врач скорой помощи. Дедушка по папиной линии Михаил Пантелеевич Миненков, участник Великой Отечественной войны. По маминой — Павел Дмитриевич Германов, Герой Социалистического Труда, три ордена Ленина.
В 1994 году окончил Екатеринбургское суворовское военное училище.
С 1994 года начал службу в Вооружённых Силах Российской Федерации. С 1994 по 1998 год — курсант Рязанского высшего воздушно-десантного командного училища имени генерала армии В. Ф. Маргелова. С 1998 года командир разведывательного взвода 247-го гвардейского парашютно-десантного полка. 
В годы службы занимался армейским рукопашным боем — самбо.
С августа 1999 года участвовал в боевых действиях в Дагестане. По приказу от 14 октября 1999 года, группа старшего лейтенанта Миненкова организовывала эвакуацию спецназа ВДВ из окружения. В ходе эвакуации Михаил Миненков получил тяжёлое ранение в ногу. Позже он вернулся на службу.
17 января 2000 года, по указу исполняющего обязанности Президента Российской Федерации Владимира Путина, старшему лейтенанту Миненкову Михаилу Анатольевичу присвоено звание Героя Российской Федерации.
В 1999—2001 годах — помощник начальника разведки полка ВДВ.
В 2002 году окончил юридический факультет Ставропольского государственного университета.
В 2004 году окончил Общевойсковую академию Вооружённых Сил Российской Федерации.
С 2004 года Миненков — заместитель военного комиссара Шпаковского района Ставропольского края.
С 14 апреля 2004 по 7 апреля 2014 года — депутат Ставропольской городской думы, заместитель председателя постоянной комиссии по законности и местному самоуправлению, был переизбран на местных выборах в городскую Думу в 2008 и 2011 году.
С 2006 года находится в запасе. Воинское звание — подполковник.
С 2006 по 2014 год — коммерческий директор, исполнительный директор ООО «Магнат-2002» и ООО «Премьера».
C 28 марта 2011 по 7 апреля 2014 года — председатель комитета Ставропольской городской думы по строительству, городскому хозяйству и экологии.
С 8 апреля по 20 июня 2014 года — первый заместитель главы администрации города Михайловска, являлся также временно исполняющим обязанности главы города. С 20 июня 2014 и вплоть до отставки по собственному желанию 20 октября 2016 года являлся главой города Михайловска.
В этот период государственные контракты города выигрывали компании друзей Миненкова, либо компании, в которых Миненков сам ранее был директором.
С 26 октября по 16 ноября 2016 года был сначала первым заместителем главы администрации города Невинномысска, а с 16 ноября 2016 года стал уже главой этого города. С обретением нового поста Миненков привёл с собой свою старую «команду» из Михайловска.
С 28 ноября 2019 года — член партии «Единая Россия». 28 декабря Миненкову получил партийный билет и значок.
С 26 февраля 2020 года — секретарь Невинномысского местного отделения партии «Единая Россия», член президиума Регионального политического совета, член Местного политического совета, секретарь Первичного отделения партии «Единая Россия» № 2 города Невинномысска.
13 августа 2020 года избран Президентом краевой Федерации регби. Соответствующее решение было принято на общем собрании региональной физкультурно-спортивной общественной организации «Ставропольская краевая Федерация регби».
16 ноября 2021 года переизбран главой города Невинномысска на второй срок.
30 мая 2023 года избран председателем Ассоциации «Совет муниципальных образований Ставропольского края».
20 декабря 2023 года принял решение вступить в Российское движение детей и молодёжи. Стал наставником Движения Первых.

## Скандалы
В 2017 году Миненков избил в своём кабинете предпринимателя, обслуживающего светофоры в городе, сам же Миненков это устно опроверг, однако отстранился от дальнейших судебных разбирательств.
В начале 2024 года Миненков заявил жителям Невинномысска, что они должны «подкрадываться к женщинам, чтобы повышать рождаемость», потому что женщины должны рожать, а мужчины «пахать». В том же посту чиновник назвал город Марсель «обоссанным». С критикой на его слова ответил журналист Отар Кушанашвили.
Миненков прокомментировал новость о смерти лидера оппозиции Алексея Навального, назвав последнего «петухом», что вызвало недовольство пользователей интернета, после этого Миненков удалил свой пост.
В эфире «Радио России» заявил, что «патриотизм — это когда ты Родине должен, а Родина тебе ничего не должна».

## Награды
- Герой Российской Федерации (2000)[47]
- Медаль «За отвагу» (1999).
- Медаль «За заслуги перед Ставропольским краем» (2021).[48][49]
- Орден «За заслуги перед Республикой Дагестан» (2024).[50]
- Благодарность первого заместителя Руководителя администрации Президента Российской Федерации (2023).[51]
- Благодарственное письмо Президента Российской Федерации (2024).[52]